# Chushi Gangdruk

Bandera de Chushi Gangdruk

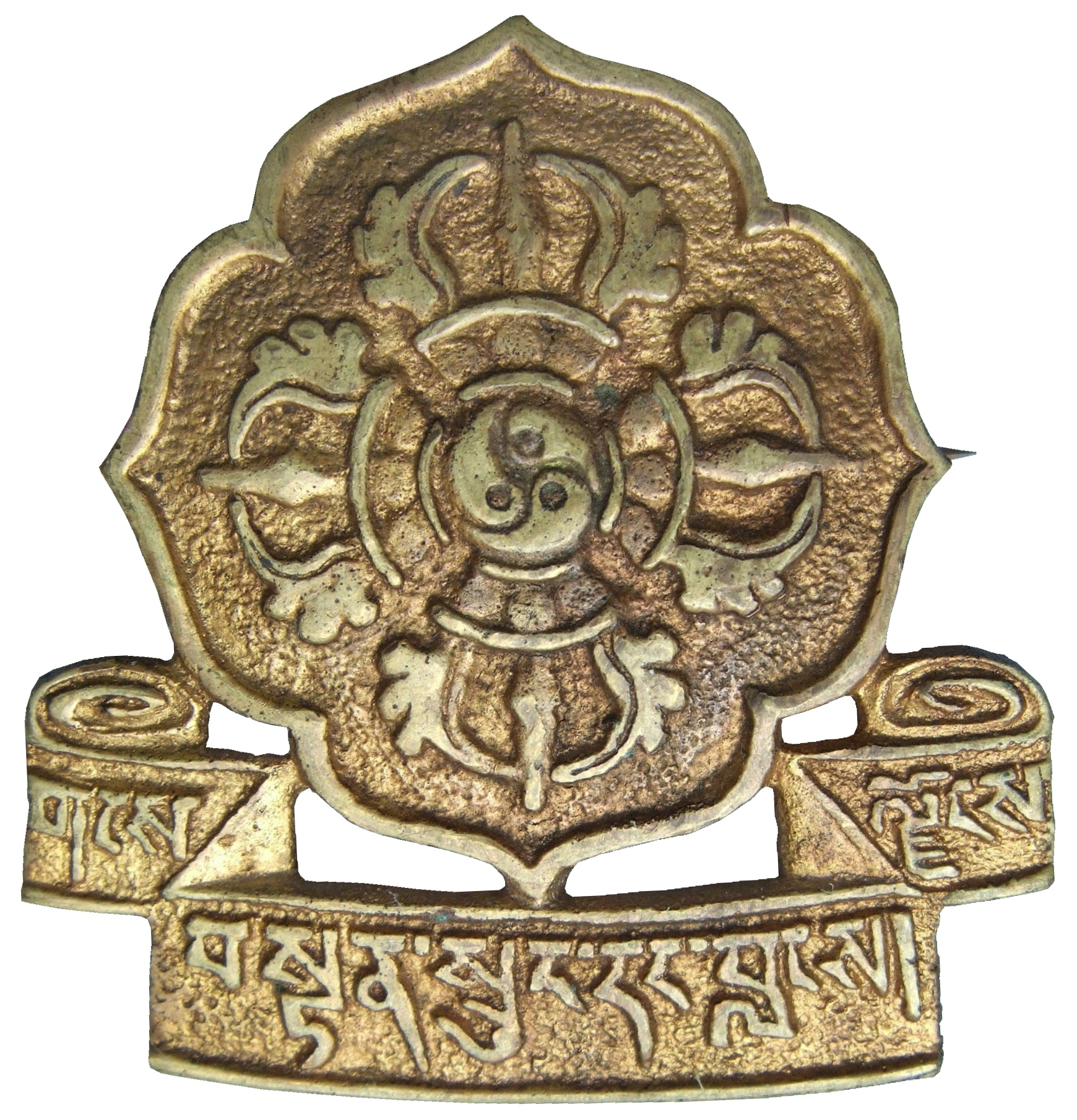
Insignia de los "Voluntarios Tibetanos Defensores de la Fe". La inscripción en tibetano es gangs ljongs bstan srung dang blangs.

Chushi Gangdruk (en idioma tibetano: ཆུ་བཞི་སྒང་དྲུག་, transliteración Wylie: Chu bzhi sgang drug), literalmente "Cuatro Ríos, Seis Cordilleras" (nombre completo en tibetano: མདོ་སྟོད་ཆུ་བཞི་སྒང་དྲུག་བོད་ཀྱི་བསྟན་སྲུང་དང་བླངས་དམག་ (transliteración Wylie: mdo stod chu bzhi sgang drug bod kyi bstan srung dang blangs dmag, "Ejército Voluntario de Defensores Tibetanos de los Cuatro Ríos y Seis Cordilleras de Kham") fue una organización de guerrilleros tibetanos que intentaron derrocar al gobierno de la República Popular China (RPC) en el Tíbet. La organización Dokham Chushi Gangdruk, una organización benéfica en Nueva York e India con capítulos locales en otros países, actualmente da apoyo a sobrevivientes de la resistencia Chushi Gangdruk que actualmente viven en India.

## Nombre
Chushi Gangdruk "Cuatro Ríos, Seis Cordilleras" es el nombre tradicionalmente dado a la región oriental tibetana de Kham, donde los cañones de los ríos Salween (Ngul-chu), Mekong (Da-chu), Yangtsé (Dri-chu) y Yalong (Dza-chu), que surgen en la meseta tibetana, pasan entre seis cordilleras paralelas que forman las cuencas hidrográficas de estos ríos.

## Historia
La formación de la Fuerza de Voluntarios Chushi Gangdruk fue anunciada el 16 de junio de 1958. El grupo incluyó a tibetanos de las regiones orientales de Kham y Amdo, y su principal objetivo era expulsar a las fuerzas chinas del Tíbet. Mientras que las regiones del centro y occidente del Tíbet (Ü-Tsang) estaban vinculadas por un acuerdo de 17 puntos con la RPC, el gobierno chino inició una reforma agraria en e Tíbet oriental (incluyendo a Amdo y Kham), que supuso duras represalias contra los terratenientes tibetanos allí.
Bajo la dirección del General Andruk Gonpo Tashi, Chushi Gangdruk incluyó a 37 fuerzas aliadas y a 18 comandantes militares. Redactaron una ley militar de 27 puntos que regía la conducta de los voluntarios. Sus jefaturas estaban situadas en Tsona, aunque luego se trasladaron a Lhagyari.
Inicialmente los miembros de la milicia adquirieron sus propias armas, principalmente de la época de la Segunda Guerra Mundial como rifles británicos de .303 pulgadas, alemanes de 7.92 mm, y rusos de 7.62 mm. Chushi Gangdruk contactó al gobierno de los Estados Unidos para que les diera apoyo a su causa, pero el Departamento de Estado pidió un requerimiento oficial del gobierno tibetano en Lhasa, el cual nunca llegó. Las solicitudes del Departamento de Estado fueron hechas e ignoradas tanto en 1957 como en 1958.
Eventualmente, la Agencia Central de Inteligencia estadounidense (CIA) proveyó al grupo con ayuda y asistencia material, incluyendo armas y municiones, así como entrenamiento a los miembros de Chushi Gangdruk y otros grupos guerrilleros tibetanos en Camp Hale, Colorado. Chushi Gangdruk también recibió ayuda del gobierno de la República de China en Taiwán, encabezado por Chiang Kai-shek.
Desde 1960, Chushi Gangdruk condujo sus operaciones de guerrilla desde la región nepalí de Mustang, en el norte del país. En 1974, dichas operaciones cesaron después que la CIA, dado el realineamiento de las relaciones entre China y Estados Unidos iniciadas por el presidente Richard Nixon, terminara su programa de asistencia al movimiento de resistencia tibetano, y el Dalái lama, líder espiritual del previamente gobernante Gelugpa, grabó un mensaje llamando a los tibetanos a dejar la vía armada y rendirse pacíficamente.

### Citas
1. ↑  Goldstein, Melvyn: A History of Modern Tibet. Vol. 2. The Calm before the Storm, 1951-1955, University of California Press, London, 2007, p. 598
2. ↑  «Membership & Support». Chushigangdruk.org. Archivado desde el original el 17 de julio de 2012. Consultado el 10 de junio de 2012.
3. ↑  Dorje, Gyurme (2004). Footprint Tibet (3a. edición). Bath: Footprint Handbooks Ltd. p. 400. ISBN 1-903471-30-3.